# Jean-Baptiste Pétiniaud de Beaupeyrat
Jean-Baptiste Pétiniaud, seigneur de Beaupeyrat, dit Jean-Baptiste Pétiniaud de Beaupeyrat, né le 11 novembre 1744 à Limoges, mort le 16 mai 1808 à Bordeaux, est un banquier, commerçant et homme politique français de la fin du xviiie siècle.
Maire de Limoges au début de la Révolution, il achète du blé sur ses propres deniers pour les habitants. Il meurt ruiné à Bordeaux en 1808, et la dette des Limougeauds ne fut remboursée qu'en 1842.

## Biographie
Jean-Baptiste Pétiniaud est issu d'une famille de la bourgeoisie de Limoge, établie dans le négoce et la finance. Elle accède à la noblesse par charges de secrétaire du roi. En 1779, son père, Jacques Pétiniaud, seigneur de Beaupeyrat, de Puynège, de Juriol et autres lieux, né en 1714 et chef d'une importante maison de banque, achète une charge de secrétaire du roi. Il prête serment dans les mains de Joseph Grégoire de Roulhac, lieutenant-général civil et de police de Limoges.
En 1778, banquier et franc-maçon, Jean-Baptiste Pétiniaud de Beaupeyrat est membre de la loge « les Frères unis » de Limoges.

## Armoiries
Les armoiries des Pétiniaud de Beaupeyrat sont : « D'argent à un arbre terrassé de sinople, chargé à dextre sur la plus haute branche d'un nid d'or vers lequel vole un oiseau de sable portant à manger à ses petits » (armes parlantes par rébus : petit nid haut).